# Armada Argentina

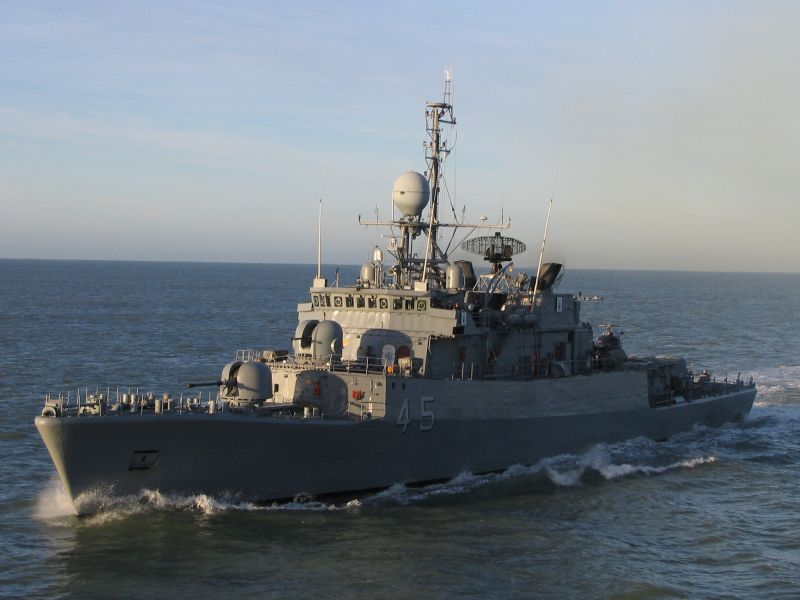
A corveta ARA Robinson da Classe Espora.

A Marinha da Argentina (em espanhol: Armada de la República Argentina) é o ramo naval das Forças Armadas da Argentina.
Foi criada como consequência da Revolução de Maio, e sob o comando do Almirante Guillermo Brown, desempenhou um papel importante na Guerra de Independência e nos conflitos com o Brasil e as potências europeias. Modernizada durante o século XX, participou dos combates na Guerra das Malvinas contra o Reino Unido, onde a aviação naval desempenhou um papel importante.

## Organizações Militares
- Flota de Mar
- Aviação Naval
- Infantaria de Marinha
- Força de Submarinos